# Cantonul Troyes-3
Cantonul Troyes-3 este un canton din arondismentul Troyes, departamentul Aube, regiunea Champagne-Ardenne, Franța.